# Thousand Men Strong
Thousand Men Strong è un album discografico del gruppo britannico Tokyo Blade, pubblicato il 18 marzo 2011 per l'etichetta Fastball Music.

## Il disco
Sebbene fosse già stato annunciato un ritorno in studio dei Tokyo Blade nel 2008, in occasione della seconda riunione del gruppo, la realizzazione del disco fu avviata nel febbraio 2010, dopo che il gruppo si assicurò la collaborazione di Chris Tsangarides (produttore discografico con all'attivo diverse collaborazioni con noti gruppi heavy metal) e la reinclusione nella formazione di quasi tutti i membri che nel 1984 registrarono Night of the Blade.
Il processo di realizzazione dell'album subì un'accelerazione a partire dal luglio 2010, quando fu reclutato il cantante Nicolaj Ruhnow in sostituzione di Chris Gillen, ancora presente sebbene fosse stata annunciata da mesi la sua dipartita. Annunciato come seguito di Night of the Blade e con il titolo di Thousand Men Strong, il disco fu completato nell'ottobre 2010. La data di pubblicazione, inizialmente stimata per dicembre, fu fissata per febbraio 2011 dopo che il gruppo sottoscrisse un contratto con la Fastball Music, etichetta sussidiaria della Sony.
Il 31 gennaio 2011, con apposito comunicato stampa
, il sito ufficiale del gruppo rese nota la tracklist e la data definitiva di pubblicazione dell'album, fissata per il 18 marzo 2011.

## Tracce
1. Black Abyss – 5:06
2. Thousand Men Strong – 4:50
3. Lunch Case – 4:22
4. Forged in Hell’s Fire – 6:09
5. No Conclusion – 4:01
6. The Ambush – 3:27
7. Killing Rays – 6:36
8. Heading Down the Road – 3:13
9. Condemned to Fire – 4:24
10. Night of the Blade – 4:08

Durata totale: 46:16

## Formazione
- Nicolaj Ruhnow - voce
- Andy Boulton - chitarra
- John Wiggins - chitarra
- Steve Pierce - batteria
- Andy Wrighton - basso